# Parborlasia corrugatus
Parborlasia corrugatus (McIntosh, 1876), è un nemertino antartico della famiglia Cerebratulidae.